# Zákon trhu
Zákon trhu (v originále La Loi du marché) je francouzský hraný film z roku 2015, který režíroval Stéphane Brizé podle vlastního scénáře. Snímek měl světovou premiéru na filmovém festivalu v Cannes dne 18. května 2015.

## Děj
Po patnácti měsících nezaměstnanosti si padesátník Thierry stále neúspěšně hledá práci. Se svou ženou musí zvládat stále napjatější rozpočet, protože jejich úspory se tenčí. Snaží se za každou cenu ušetřit, aby měli na bydlení a speciální pomůcky pro studium jejich syna Matthieua, který má dětskou mozkovou obrnu.
Thierry nakonec najde práci jako hlídač v supermarketu. Má na starosti monitoring zákazníků i vlastních kolegů a denně se dostává do sociálně tíživých situací.

## Obsazení
| Vincent Lindon         | Thierry                |
| Karine De Mirbeck      | jeho žena              |
| Matthieu Schaller      | Matthieu, jejich syn   |
| Yves Ory               | poradce na úřadu práce |
| Xavier Mathieu         | odborář                |
| Noël Mairot            | profesor tance         |
| Catherine Saint-Bonnet | bankéřka               |

## Ocenění
- Filmový festival v Cannes: Cena za nejlepší mužský herecký výkon pro Vincenta Lindona, Zvláštní uznání ekumenické poroty
- Cena Lumières: nejlepší mužský herecký výkon (Vincent Lindon)
- César: nejlepší herec (Vincent Lindon)